# Phyllanthaceae
Die Phyllanthaceae sind eine Familie in der Ordnung der Malpighienartigen (Malpighiales) innerhalb der Bedecktsamigen Pflanzen (Magnoliopsida).
Die 56 bis 60 Gattungen mit 1745 bis 2000 Arten haben eine pantropische Verbreitung.

## Beschreibung

### Erscheinungsbild und Blätter
Es sind krautige Pflanzen, Sträucher oder Bäume. Die Laubblätter sind zweireihig oder spiralig angeordnet, oft sind sie reduziert. Wenn die Blätter reduziert sind, dann sind die Zweige zu Phyllokladien umgebildet und übernehmen die Photosynthese (beispielsweise Phyllanthus). Es sind Nebenblätter vorhanden.

### Blütenstände, Blüten, Früchte und Samen
Die kleinen Blüten sind immer getrenntgeschlechtig. Die Arten sind meist einhäusig getrenntgeschlechtig (monözisch), nur bei der Gattung Antidesma sind sie zweihäusig getrenntgeschlechtig (diözisch).
Es sind zwei bis acht (selten zwölf) Kelchblätter vorhanden. Es sind meist fünf Kronblätter vorhanden oder sie fehlen. Die männlichen Blüten enthalten 2 bis 35 Staubblätter. Bei den weiblichen Blüten sind zwei bis fünf (bis 15) Fruchtblätter zu einem Fruchtknoten verwachsen oder es ist nur ein Fruchtblatt vorhanden. Die Kapselfrüchte öffnen sich oft explosionsartig und enthalten große Samen.

### Inhaltsstoffe
Die Pflanzen akkumulieren Aluminium-Ionen (Al).

## Systematik und Verbreitung
Die Familie Phyllanthaceae hatte früher den Rang einer Unterfamilie Phyllanthoideae innerhalb der Familie der Wolfsmilchgewächse (Euphorbiaceae). Früher wurden die Gattungen Centroplacus, Paradrypetes und Phyllanoa in die in Phyllanthaceae gestellt. Heute gehörten Centroplacus in die Centroplacaceae, Paradrypetes in die Rhizophoraceae und die ehemalige Gattung Phyllanoa innerhalb der Gattung Rinorea in die Violaceae.
Die Familie der Phyllanthaceae besitzt eine pantropische Verbreitung. Etwa 19 Gattungen kommen in der Neotropis vor.
Nach Hoffmann et al. 2006 wird die Familie der Phyllanthaceae in zwei Unterfamilien, zehn Tribus gegliedert und enthält 56 bis 60 Gattungen mit 1745 bis 2000 Arten:

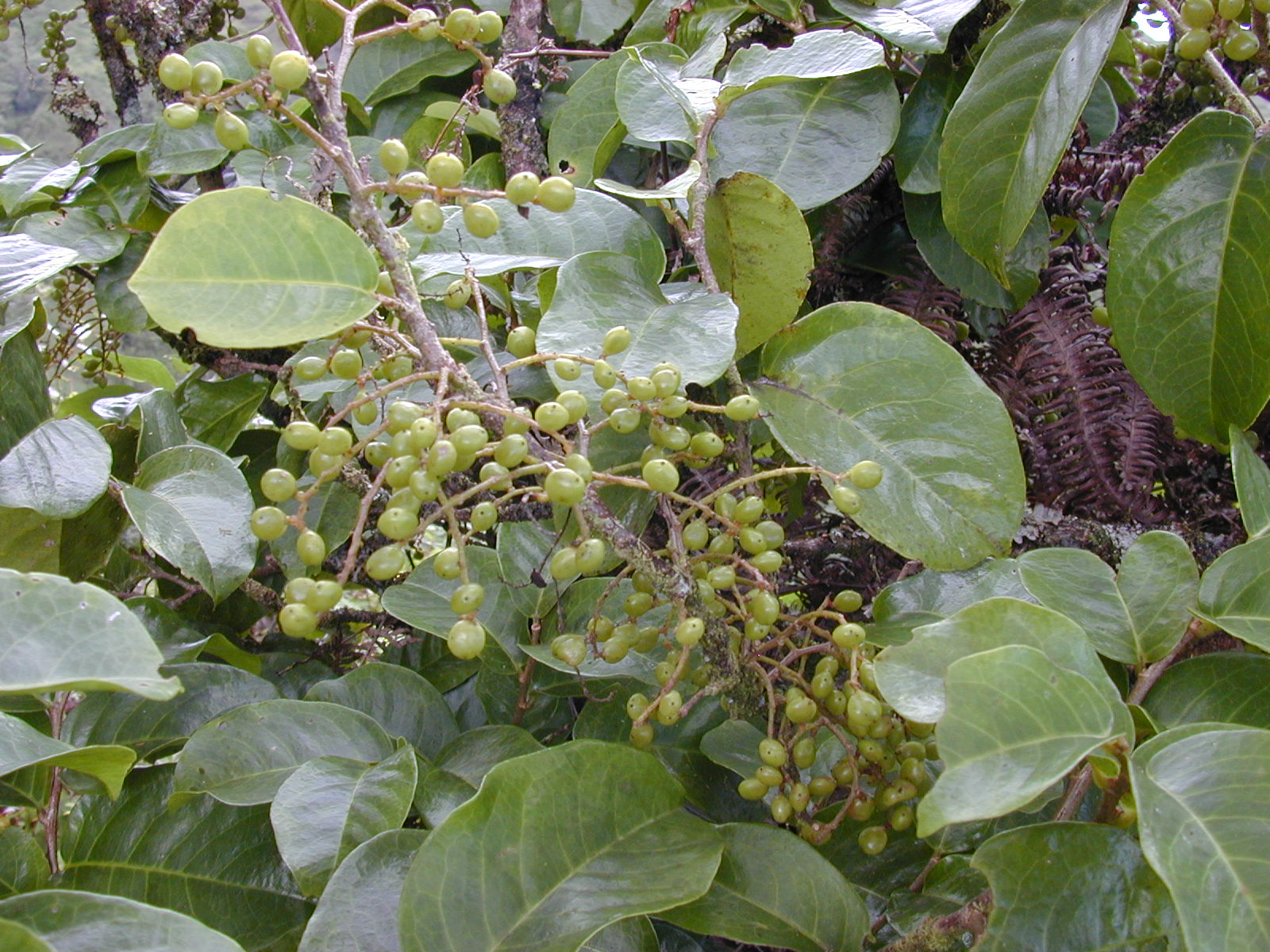
Tribus Antidesmateae, Subtribus Antidesmatinae: Laubblätter und Früchte von Antidesma platyphyllum

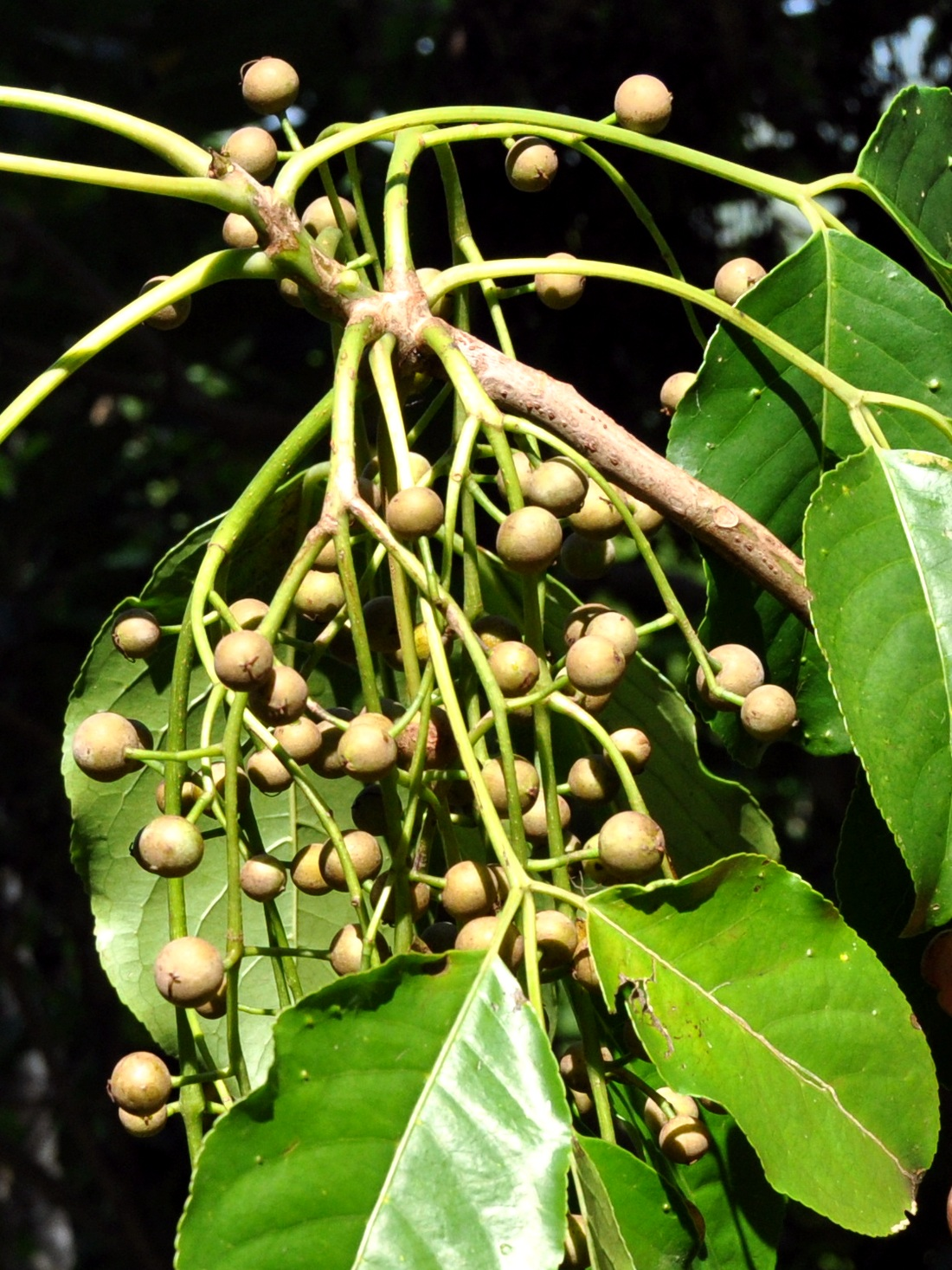
Tribus Bischofieae: Laubblätter und Früchte von Bischofia javanica

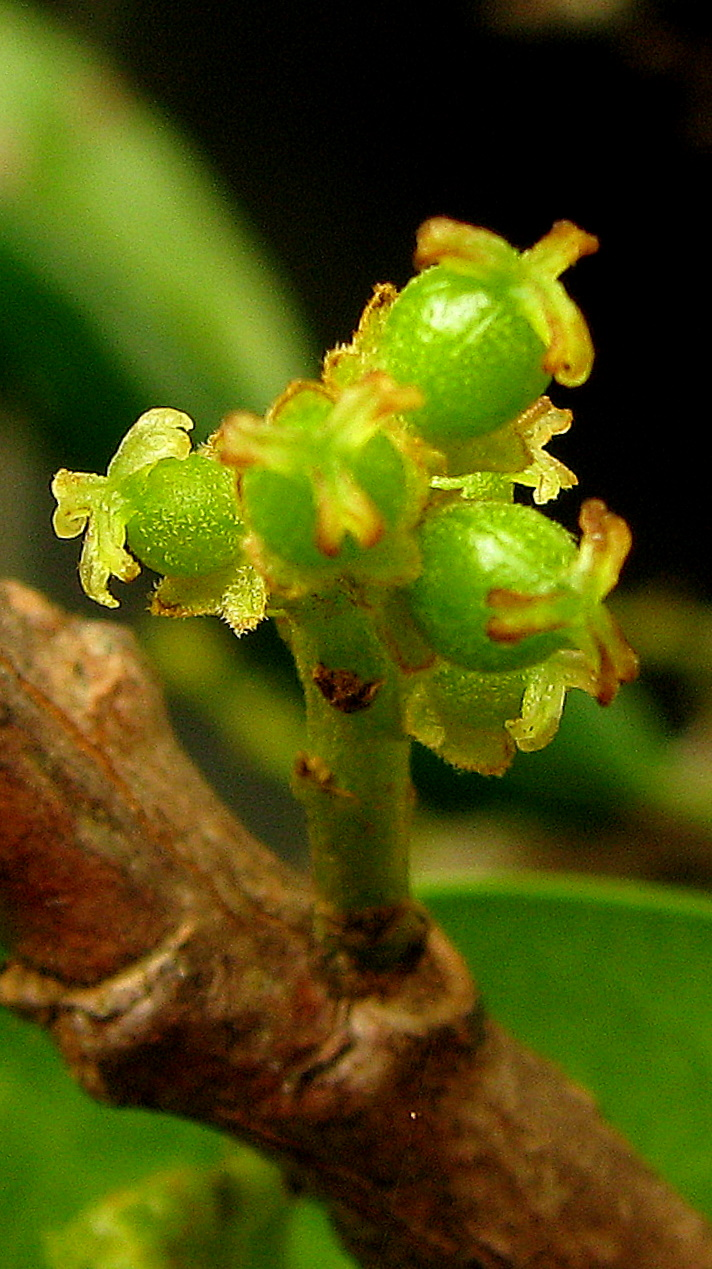
Tribus Scepeae: Blütenstand von Richeria grandis

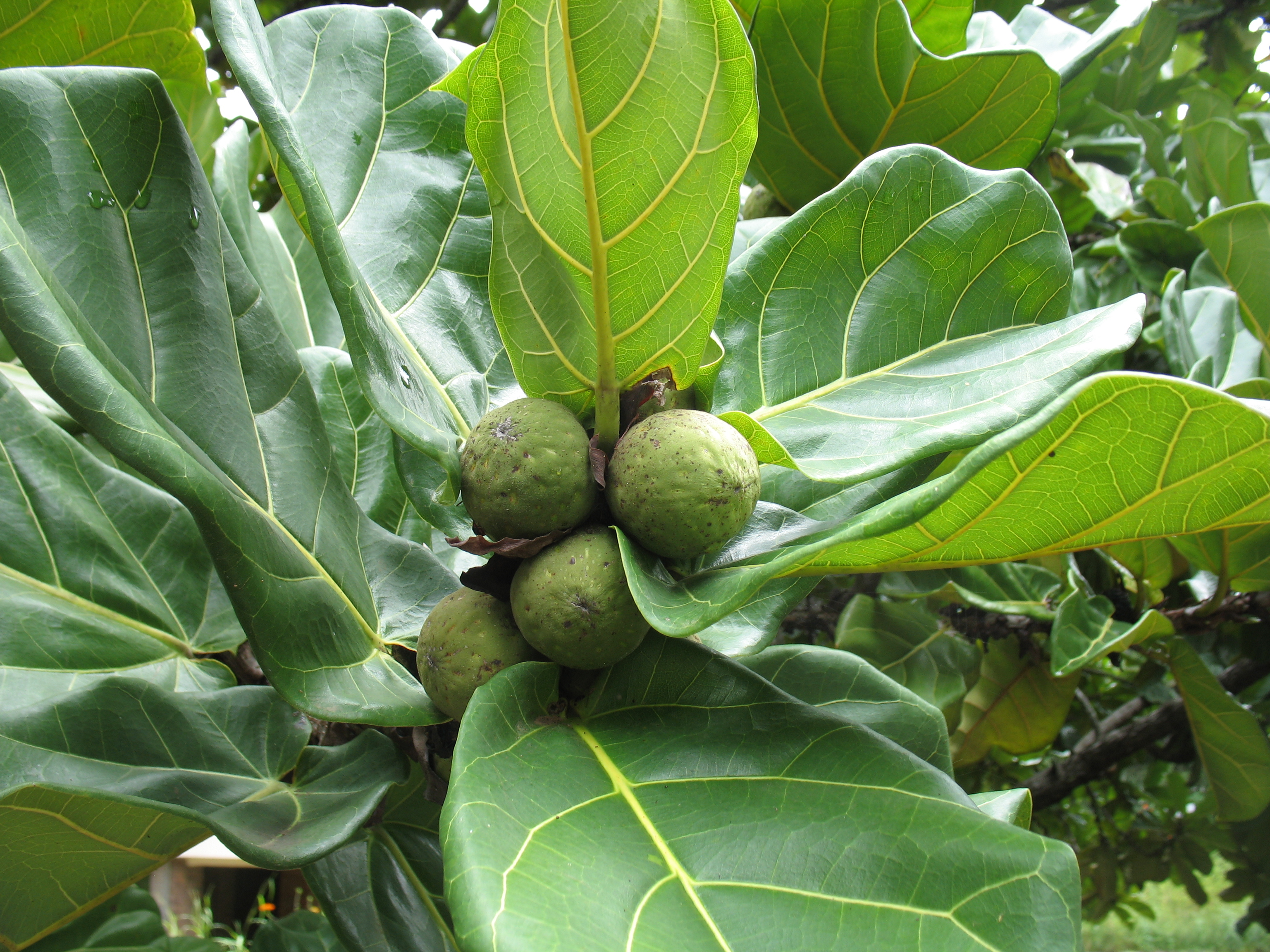
Tribus Uapaceae: Uapaca kirkiana

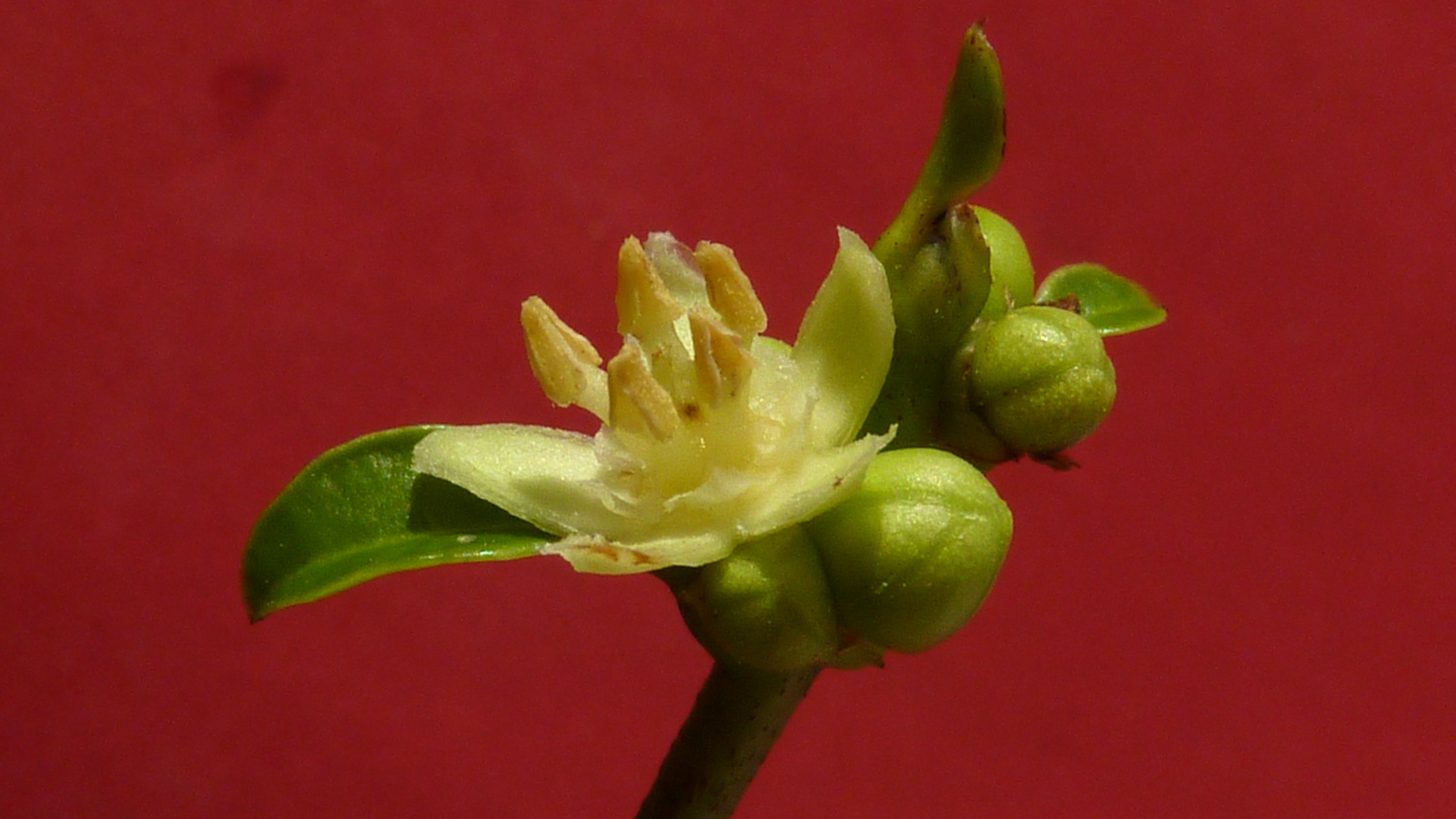
Tribus Bridelieae: Blütenstand von Amanoa congesta mit Blüte im Detail

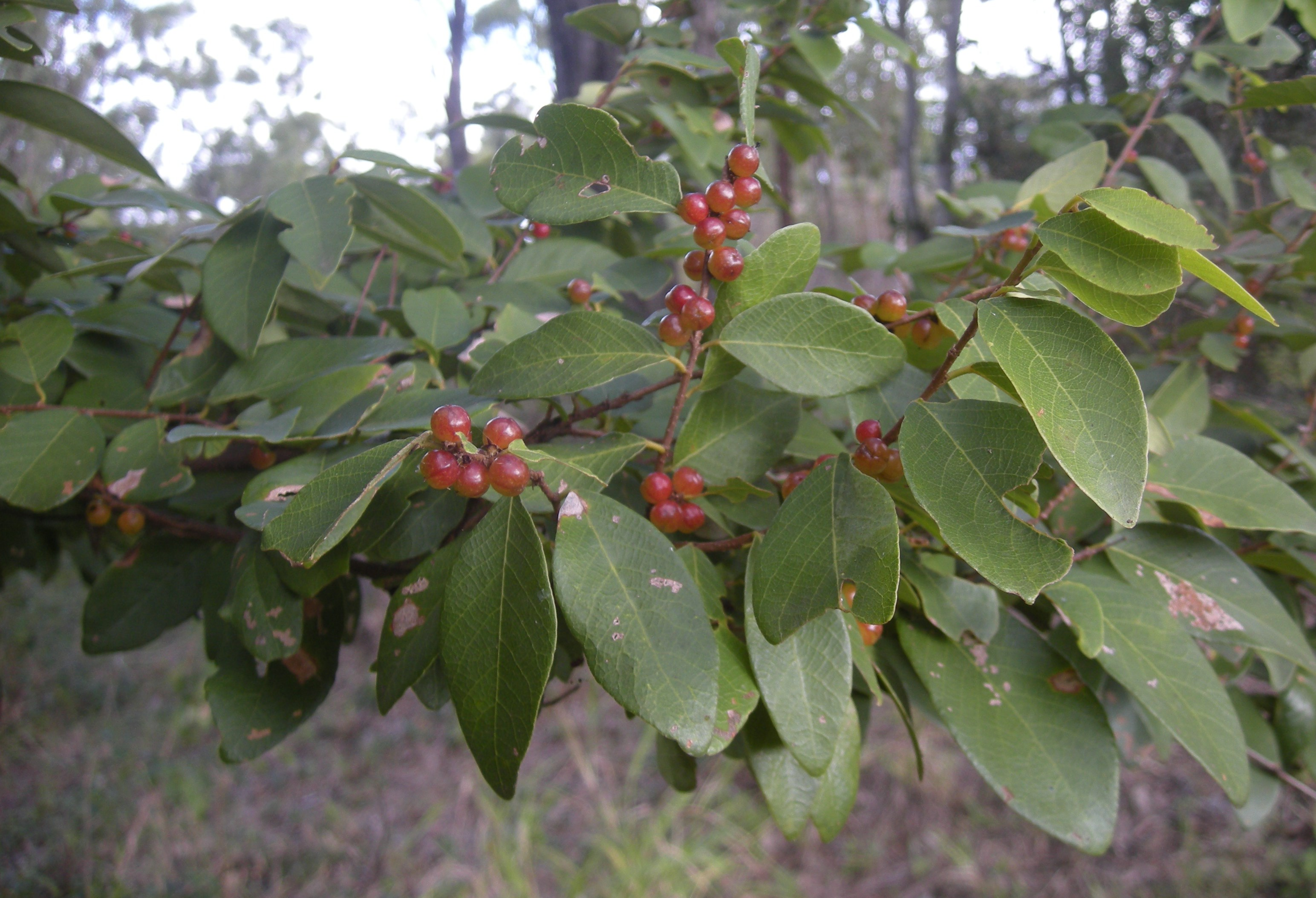
Tribus Bridelieae: Laubblätter und Früchte von Bridelia leichhardtii

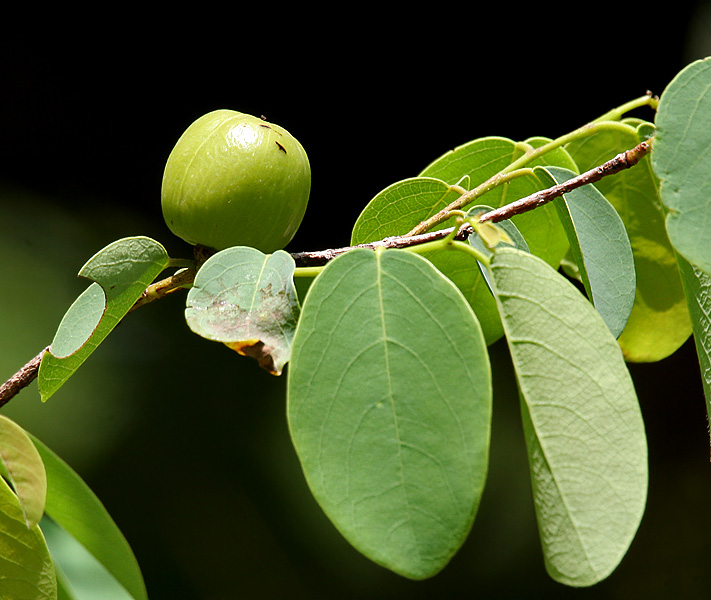
Tribus Bridelieae: Cleistanthus collinus

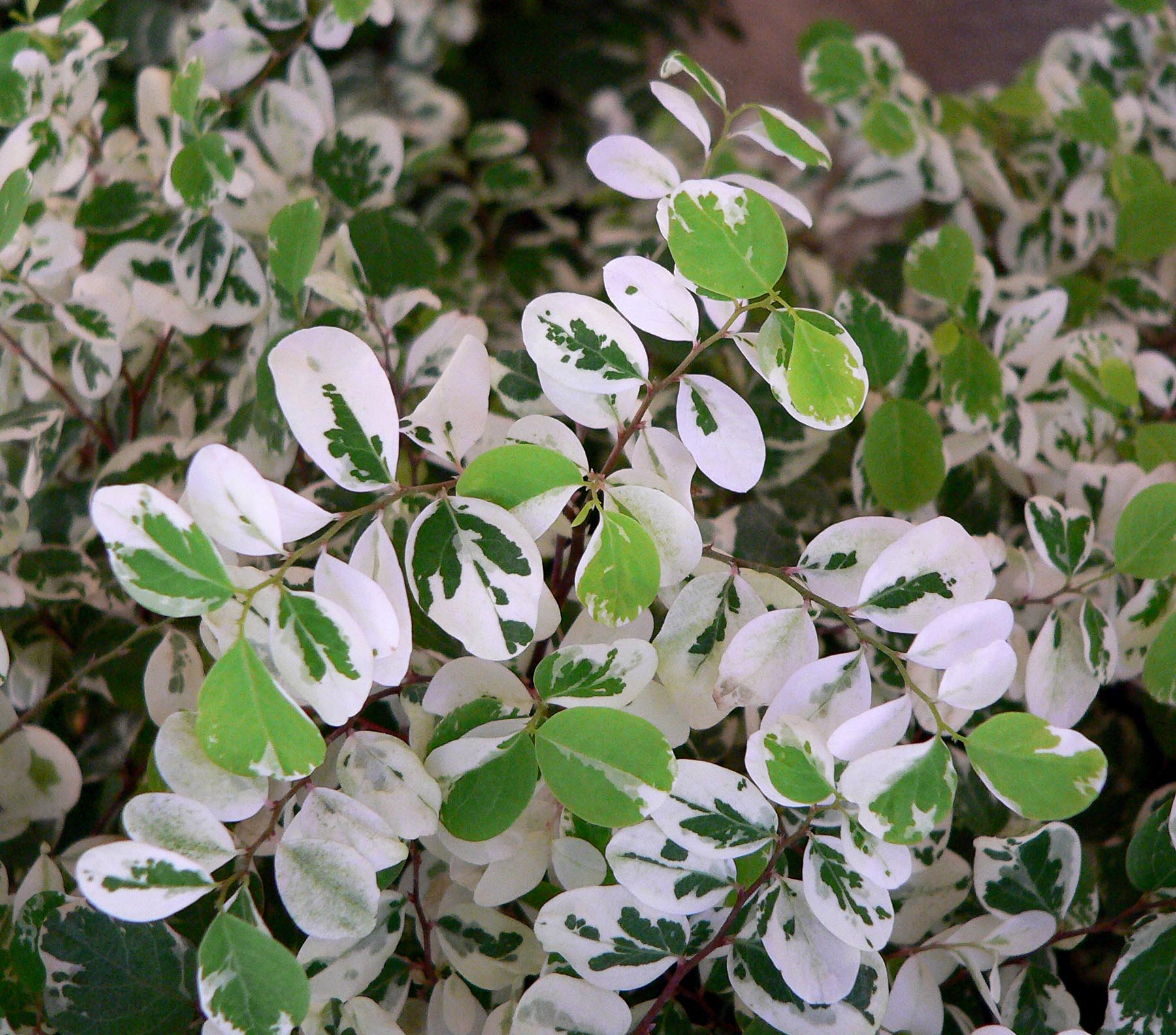
Tribus Phyllantheae: Die Sorte Breynia disticha 'Minima' mit bunten Blättern

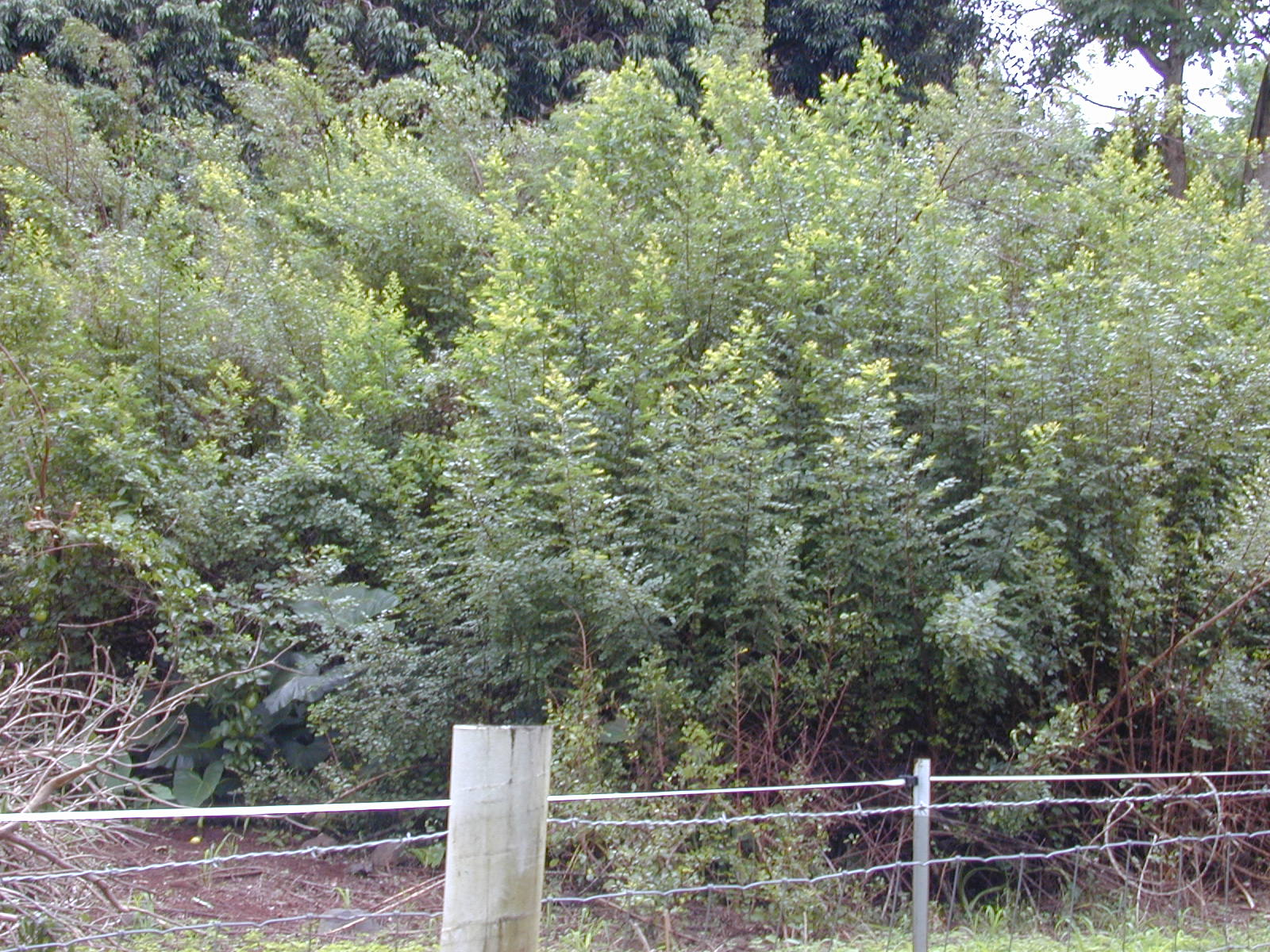
Tribus Phyllantheae: Habitus von Flueggea virosa

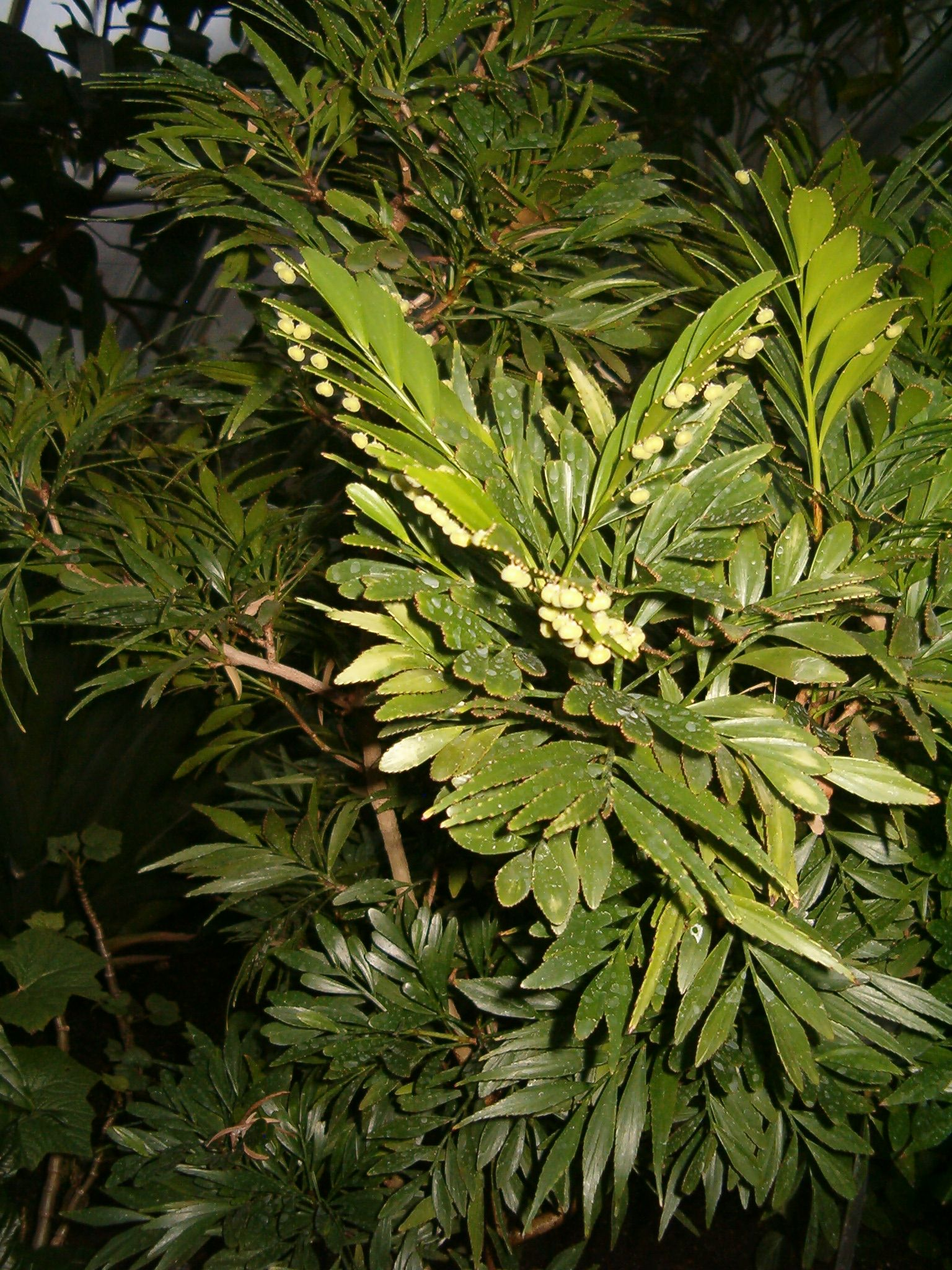
Tribus Phyllantheae: Habitus und Phyllokladien von Phyllanthus arbuscula mit Blüten an den Phyllokladien

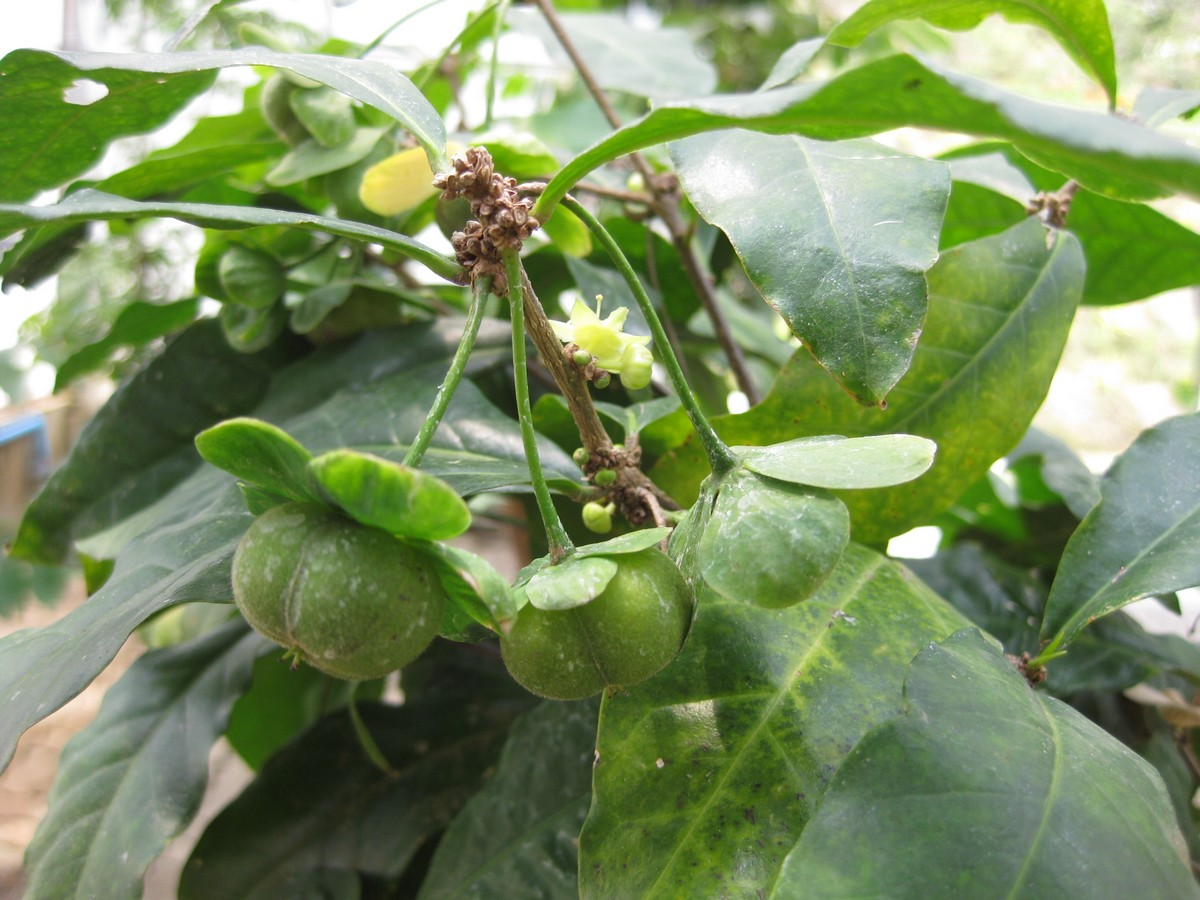
Tribus Poranthereae: Actephila collinsae

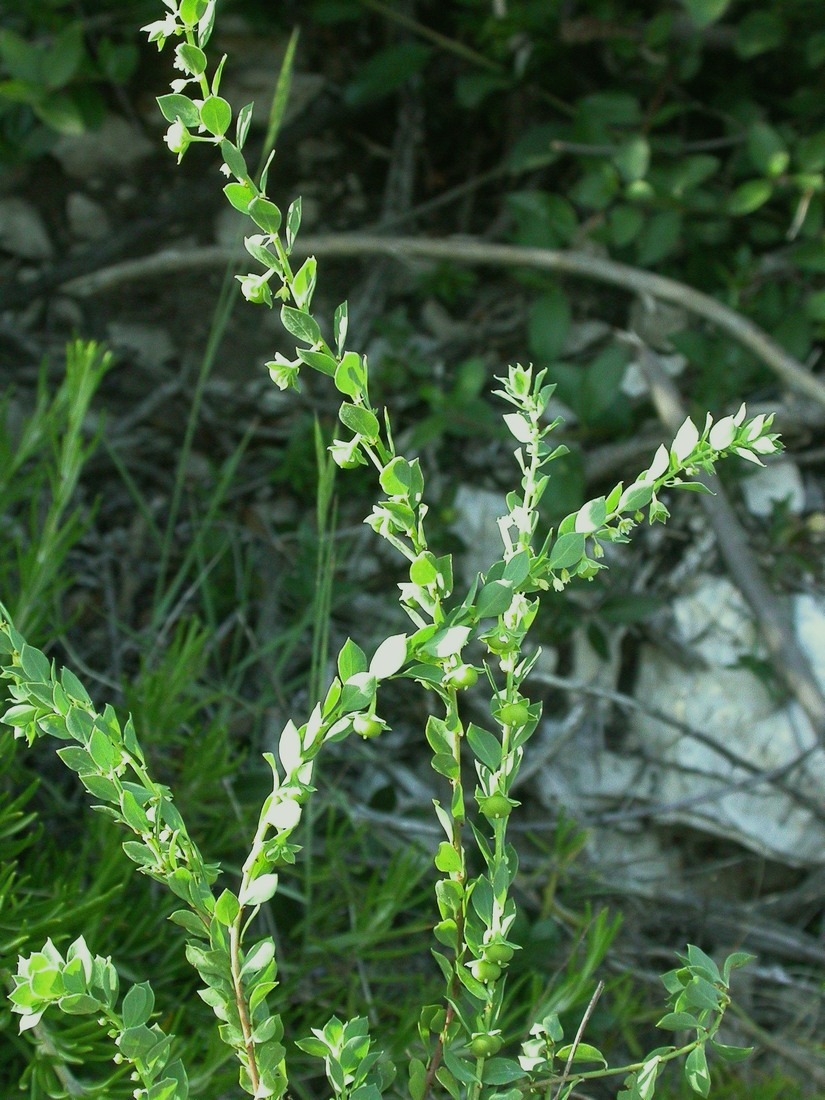
Tribus Poranthereae: Andrachne telephioides

- Unterfamilie Antidesmatoideae Hurusawa (Syn.: Antidesmataceae Loudon, Aporosaceae Planchon, Bischofiaceae Airy Shaw, Hymenocardiaceae Airy Shaw, Scepaceae Lindl., Stilaginaceae C.Agardh, Uapacaceae Airy Shaw): Sie enthält etwa 22 Gattungen:

Tribus Antidesmateae Benth.: Sie enthält fünf Subtribus mit etwa 9 Gattungen:
- Subtribus Antidesmatinae:

- Antidesma L. (Syn.: Bestram Adans., Coulejia Dennst., Minutalia Fenzl, Rhytis Lour., Rubina Noronha, Stilago L.): Die etwa 100 Arten sind in der Paläotropis verbreitet.
- Thecacoris A.Juss. (Syn.: Baccaureopsis Pax, Cyathogyne Müll.Arg., Henribaillonia Kuntze): Die etwa 19 Arten kommen im tropischen Afrika und in Madagaskar vor.

- Subtribus Hieronyminae:

- Hieronyma Allemão (Syn.: Hieronima Allemão, Hyeronima Allemão, Stilaginella Tul.): Sie enthält etwa 22 Arten, die von Mexiko bis ins tropischen Südamerika vorkommen.

- Subtribus Hymenocardiinae:

- Didymocistus Kuhlm.: Sie enthält nur eine Art:

- Didymocistus chrysadenius Kuhlm.: Sie kommt in Brasilien und in Peru vor.

- Hymenocardia Wall. ex Lindl.: Sie enthält etwa sechs Arten, die in Afrika und im tropischen Asien vorkommen.

- Subtribus Leptonematinae:

- Leptonema A.Juss.: Die nur zwei Arten kommen in Madagaskar vor.

- Subtribus Martretiinae:

- Apodiscus Hutch.: Sie enthält nur eine Art:

- Apodiscus chevalieri Hutch.: Sie kommt in Guinea und Liberia vor.

- Martretia Beille : Sie enthält nur eine Art:

- Martretia quadricornis Beille: Sie kommt im tropischen West- und Zentralafrika vor.

- Ohne Zuordnung zu einer Subtribus:

- Chonocentrum Pierre ex Pax & K.Hoffm.Sie enthält nur eine Art:

- Chonocentrum cyathophorum (Müll.Arg.) Pierre ex Pax & K. Hoffm.: Sie kommt nur im Amazonasgebiet in Brasilien vor.

Tribus Bischofieae Hurus.: Sie enthält nur eine Gattung:
- Bischofia Blume (Syn.: Microelus Wight & Arn., Stylodiscus Benn.): Die nur zwei Arten kommen von Süd- und Ostasien bis zum südlichen Pazifik vor.

Tribus Jablonskieae Petra Hoffm.: Sie enthält nur zwei Gattungen:
- Celianella Jabl.: Sie enthält nur eine Art:

- Celianella montana Jabl.: Die Heimat ist Venezuela.

- Jablonskia G.L.Webster: Sie enthält nur eine Art:

- Jablonskia congesta (Benth. ex Müll.Arg.) G.L.Webster: Sie gedeiht hauptsächlich entlang der Wasserläufe und in den Regenwäldern nur im Amazonasgebiet in Südamerika; in den Guyanas sowie südwestlichen Amazonasbecken bis Peru.

Tribus Scepeae Horan.:
- Aporosa Blume (Syn.: Aporusa Blume, Leiocarpus Blume, Lepidostachys Wall., Scepa Lindl., Tetractinostigma Hassk.): Die etwa 90 Arten kommen im tropischen Asien und in China vor.
- Ashtonia Airy Shaw: Die nur zwei Arten kommen in Südostasien vor.
- Baccaurea Lour.(Syn.: Adenocrepis Blume, Calyptroon Miq., Coccomelia Reinw., Everettiodendron Merr., Gatnaia Gagnep., Hedycarpus Jack, Microsepala Miq., Pierardia Roxb. ex Jack): Die etwa 50 Arten kommen vom tropischen Asien bis zum Südwest-Pazifik und bis China vorkommen.
- Distichirhops Haegens: Die etwa drei Arten kommen auf Borneo und Neuguinea vor.
- Maesobotrya Benth. (Syn.: Staphysora Pierre): Die etwa 18 Arten kommen im tropischen Afrika vor.
- Nothobaccaurea Haegens: Die nur zwei Arten kommen zwischen den Salomonen und den Fidschi-Inseln vor.
- Protomegabaria Hutch.: Die nur drei Arten kommen in Afrika vor
- Richeria Vahl (Syn.: Bellevalia Roem. & Schult., Guarania Wedd. ex Baill.): Sie enthält etwa fünf Arten, die in Mittel- und Südamerika und in der Karibik vorkommen.

Tribus Spondiantheae G.L.Webster:
- Spondianthus Engl. (Syn.: Megabaria Pierre ex Hutch.): Sie enthält nur eine Art:

- Spondianthus preussii Engl.: Sie kommt im tropischen Afrika vor.

Tribus Uapaceae Hutch.:
- Uapaca Baill. (Syn.: Canariastrum Engl.): Sie enthält etwa 30 Arten, die im tropischen Afrika und in Madagaskar beheimatet sind. Darunter:

- Uapaca mole Pax: Aus Zentral- bis Westafrika bis Uganda, Tansania

- Unterfamilie Phyllanthoideae Beilschmied: Sie enthält 36 bis 39 Gattungen:

Tribus Bridelieae Müll.Arg.:
- Subtribus Amanoinae:

- Amanoa Aubl. (Syn.: Micropetalum Poit. ex Baill.): Sie enthält etwa 16 Arten kommen im tropischen Amerika und tropischen Afrika vor.

- Subtribus Keayodendrinae:

- Keayodendron Leandri: Sie enthält nur eine Art:

- Keayodendron bridelioides Leandri: Sie ist von der Elfenbeinküste bis ins westlich-zentrale tropische Afrika verbreitet.

- Subtribus Pseudolachnostylidinae:

- Bridelia Willd. (Syn.: Candelabria Hochst., Gentilia A.Chev. & Beille, Neogoetzia Pax, Pentameria Klotzsch ex Baill., Tzellemtinia Chiov.): Sie enthält etwa 50 Arten.
- Cleistanthus Hook. f. ex Planch. (Syn.: Clistanthus Post & Kuntze, Godefroya Gagnep., Kaluhaburunghos Kuntze, Lebidiera Baill., Lebidieropsis Müll. Arg., Leiopyxis Miq., Nanopetalum Hassk., Paracleisthus Gagnep., Schistostigma Lauterb., Stenonia Baill., Stenoniella Kuntze, Zenkerodendron Gilg ex Jabl.): Mit etwa 140 Arten
- Pentabrachion Müll.Arg.: Sie enthält nur eine Art:

- Pentabrachion reticulatum Müll.Arg.: Sie kommt im tropischen West- und Zentralafrika vor.

- Pseudolachnostylis Pax: Sie enthält nur eine Art:

- Pseudolachnostylis maprouneifolia Pax: Sie ist mit vier Varietäten von Tansania bis ins südliche Afrika verbreitet.

- Subtribus Saviinae:

- Discocarpus Klotzsch: Die etwa vier Arten sind im tropischen Südamerika verbreitet.
- Croizatia Steyerm.: Mit fünf Arten, die zwischen Panama und Ecuador vorkommen.
- Gonatogyne Klotzsch ex Müll. Arg.: Sie enthält nur eine Art:

- Gonatogyne brasiliensis (Baill.) Müll. Arg.: Sie kommt nur im südöstlichen Brasilien vor.

- Heterosavia (Urb.) Petra Hoffm.: Mit vier Arten, die in Florida und in der Karibik vorkommen.
- Savia Willd. (Syn.: Kleinodendron L.B. Sm. & Downs, Maschalanthus Nutt.): Von den nur zwei Arten kommt eine vom südöstlichen sowie südlichen Brasilien bis Paraguay und die andere von Mexiko über die Karibik bis Venezuela vor.
- Tacarcuna Huft: Die nur drei Arten kommen in Panama, Venezuela und Peru vor.

- Subtribus Securineginae:

- Lachnostylis Turcz.: Die nur zwei Arten kommen nur in den südafrikanischen Provinzen Ostkap und Westkap vor.
- Securinega Comm. ex A.Juss.: Die etwa fünf Arten kommen nur auf Madagaskar und den Maskarenen vor.

Tribus Phyllantheae Dumort.:
- Breynia J.R.Forst. & G.Forst. (Syn.: Foersteria Scop., Forsteria Steud., Melanthes Blume, Melanthesa Blume, Melanthesopsis Müll.Arg.): Die etwa 33 Arten kommen vom tropischen und subtropischen Asien bis zum südwestlichen Pazifik und auf Réunion vor.
- Flueggea Willd. (Syn.: Bessera Spreng., Colmeiroa Reut., Geblera Fisch. & C.A.Mey., Neowawraea Rock, Pleiostemon Sond., Richeriella Pax & K.Hoffm., Villanova Pourr. ex Cutanda): Die etwa 16 Arten kommen in den Tropen und Subtropen vor. Darunter:
  - Flueggea tinctoria (L.) G.L.Webster

- Glochidion J.R.Forst. & G.Forst. (Syn.: Agyneia L., Bradleia Cav., Bradleja Banks ex Gaertn., Coccoglochidion K.Schum., Diasperus Kuntze, Episteira Raf., Glochidionopsis Blume, Glochisandra Wight, Gynoon Juss., LobocarpusWight & Arn., Pseudoglochidion Gamble, Tetraglochidion K.Schum., Zarcoa Llanos): Die etwa 320 Arten sind vom tropischen und subtropischen Asien bis in den pazifischen Raum verbreitet.
- Lingelsheimia Pax: Die etwa sechs Arten kommen in Afrika und Madagaskar vor.
- Margaritaria L. f. (Syn.: Calococcus Kurz ex Teijsm., Prosorus Dalzell, Wurtzia Baill., Zygospermum Thwaites ex Baill.): Die etwa 13 Arten sind in den Tropen und Subtropen verbreitet.
- Phyllanthus L. (Syn.: Anisonema A.Juss., Aporosella Chodat, Arachnodes Gagnep., Ardinghalia Comm. ex Juss., Asterandra Klotzsch, Cathetus Lour., Ceramanthus Hassk., Chorisandra Wight, Cicca L., Clambus Miers, Conami Aubl., Dendrophyllanthus S.Moore, Dicholactina Hance, Dimorphocladium Britton, Emblica Gaertn., Epistylium Sw., Eriococcus Hassk., Fluggeopsis K.Schum., Geminaria Raf., Genesiphylla L'Hér., Hemicicca Baill.,  Hemiglochidion (Müll. Arg.) K.Schum., Hexadena Raf., Hexaspermum Domin, Kirganelia Juss., Leichhardtia F.Muell., Lomanthes Raf., Maborea Aubl., Macraea Wight, Menarda Comm. ex Juss., Mirobalanus Burm., Moeroris Raf., Nellica Raf., Niruri Adans., Nymania K.Schum., Nymphanthus Lour., Orbicularia Baill., Oxalistylis Baill., Ramsdenia Britton, Reidia Wight, Reverchonia A.Gray, Rhopium Schreb., Roigia Britton, Scepasma Blume, Staurothylax Griff., Synexemia Raf., Tricarium Lour., Uranthera Pax & K.Hoffm., Urinaria Medik., Williamia Baill., Xylophylla L.): Sie enthält 880–1270 Arten mit Phyllokladien: Sie ist in den Tropen und Subtropen verbreitet.
- Plagiocladus Jean F.Brunel: Sie enthält nur eine Art:

- Plagiocladus diandrus (Pax) Jean F. Brunel: Sie kommt zwischen Kamerun und dem Kongo vor.

- Sauropus Blume (Syn.: Aalius Lam. ex Kuntze, Breyniopsis Beille, Ceratogynum Wight, Diplomorpha Griff., Heterocalymnantha Domin, Ibina Noronha, Synastemon F.Muell., Synostemon F.Muell.): Die etwa 70 Arten sind vom westlichen Indischen Ozean bis zum tropischen Asien und nach Australien verbreitet.

- Sauropus androgynus (L.) Merr.: Aus Indien bis nach Südostasien und ins südliche China.

Tribus Poranthereae Grüning:
- Actephila Blume (Syn.: Anomospermum Dalzell, Lithoxylon Endl.): Die etwa 30 Arten sind im tropischen und subtropischen Asien und im südwestlichen Pazifikraum verbreitet.
- Andrachne L. (Syn.: Eraeliss Forssk., Thelypotzium Gagnep.): Die etwa 22 Arten kommen vom Mittelmeergebiet und den Kapverden bis zum Himalaja vor, aber auch in der Karibik, in Mexiko und in Peru.
- Leptopus Decne. (Syn.: Andrachne (Endl.) Pojark., Hexakestra Hook. f., Hexakistra Hook. f.): Die etwa neun Arten kommen vom Kaukasus bis China und Malesien vor.
- Meineckia Baill. (Syn.: Cluytiandra Müll.Arg., Neopeltandra Gamble, Peltandra Wight, Zimmermannia Pax, Zimmermanniopsis Radcl.-Sm.): Sie enthält etwa 30 Arten, die vom tropischen Afrika bis Indien und von Mexiko bis Brasilien vorkommen.
- Notoleptopus Voronts. & Petra Hoffm.: Sie enthält nur eine Art:
  - Notoleptopus decaisnei (Benth.) Voronts. & Petra Hoffm.: Sie kommt in Java und Australien vor.

- Phyllanthopsis (Scheele) Voronts. & Petra Hoffm.: Die nur zwei Arten kommen in den USA und Mexiko vor.
- Poranthera Rudge (inkl. Oreoporanthera Hutch.): Sie enthält etwa 15 Arten, die in Australien und Neuseeland vorkommen.
- Pseudophyllanthus (Müll. Arg.) Voronts. & Petra Hoffm.: Sie enthält nur eine Art:

- Pseudophyllanthus ovalis (E.Mey. ex Sond.) Voronts. & Petra Hoffm.: Sie kommt von Simbabwe bis ins Südliche Afrika vor.

Tribus Wielandieae Baill. ex Hurus.: Sie enthält zwei Subtribus mit etwa zehn Gattungen:
- Subtribus Astrocasiinae:

- Astrocasia B.L.Rob. & Millsp.: Die etwa sechs Arten kommen in Mittel- und Südamerika vor.
- Chascotheca Urb. (Syn.: Chaenotheca Urb.): Die nur zwei Arten kommen auf Kuba und Hispaniola vor.
- Heywoodia Sim: Sie enthält nur eine Art:

- Heywoodia lucens Sim: Sie kommt von Kenia bis ins südliche Afrika vor.

- Subtribus Wielandiinae: Sie enthält drei Gattungen:

- Chorisandrachne Airy Shaw: Sie enthält nur eine Art:

- Chorisandrachne diplosperma Airy Shaw: Sie kommt nur im südlichen Thailand vor.

- Dicoelia Benth.: Die nur zwei westlichen vorkommenden Malesien Arten ist eine nur auf Borneo und die in andere nur in Sumatra beheimatet.
- Wielandia Baill. (Syn.: Blotia Leandri, Charidia Baill., Petalodiscus Baill.): Die etwa 13 Arten kommen im tropischen Ostafrika und im Gebiet des westlichen Indischen Ozeans vor.